# Conemaugh Township (Cambria County, Pennsylvania)
Conemaugh Township ist ein Township im Cambria County, Pennsylvania, USA. Der ursprüngliche Township wurde Anfang des 19. Jahrhunderts gegründet und besteht seit 1876 in seinen heutigen Grenzen. Er liegt zwischen dem Little Conemaugh River im Norden und der Stadt Johnstown mit ihren Vororten im Westen sowie dem Richland Township im Süden. Er hat eine Fläche von circa 30 km². Das U.S. Census Bureau hat bei der Volkszählung 2020 eine Einwohnerzahl von 1.941 ermittelt.

## Geschichte
Der Conemaugh Township geht auf ein ursprüngliches Siedlungsgebiet der Shawnee zurück, wo der Stony Creek sich mit dem Little Conemaugh River vereinigt und den Conemaugh River bildet. Heute liegt hier die Stadt Johnstown; der Anfang des 19. Jahrhunderts gegründete Township umfasste die Stadt und Teile des heutigen südlichen Cambria County und des nördlichen Somerset County. Mit der Zunahme der Siedlungen in der Region kam es mehrfach zu Umgliederungen, und der verbliebene Conemaugh Township im Cambria County besteht in seinen heutigen Grenzen seit 1876; ein weiterer Restbestandteil im Somerset County trägt auch den Namen Conemaugh Township.

## Allegheny Portage Railroad

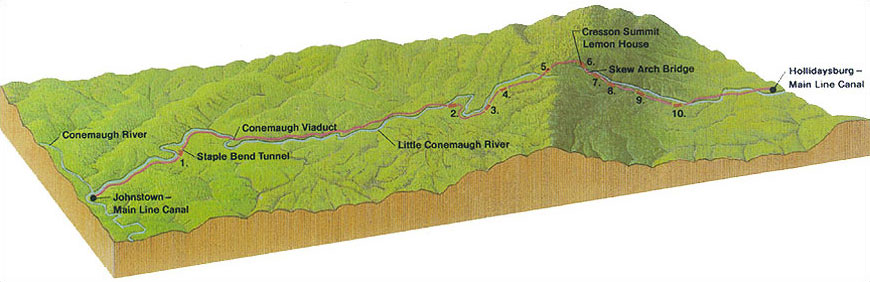
Profil der Allegheny Portage Railroad zwischen Johnstown und Hollidaysburg mit den 10 Rollbrücken (1–10).

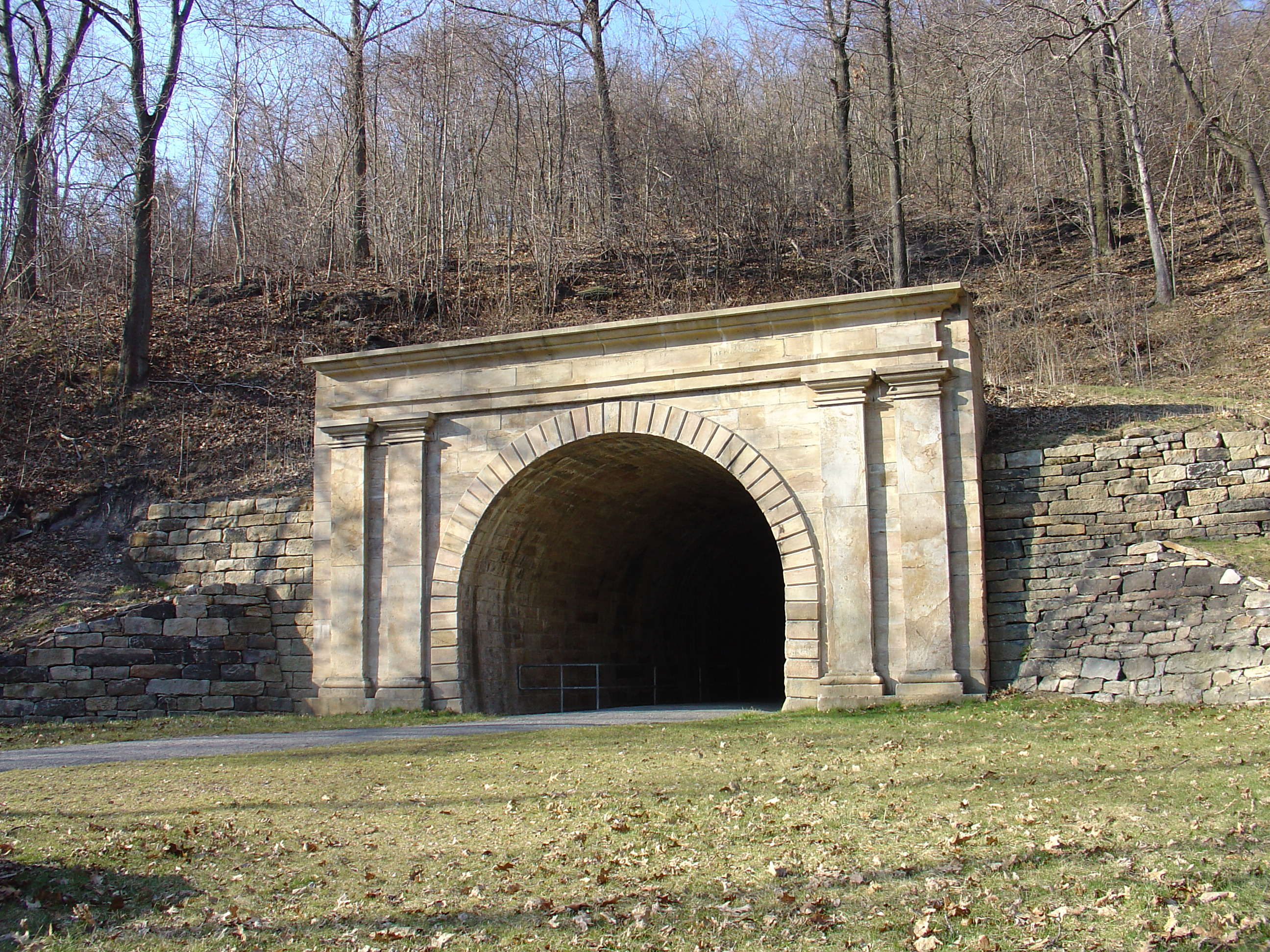
Westliches Portal des Staple Bend Tunnels.

In den 1820er-Jahren wurde nach einer Möglichkeit gesucht, die Wasserwege östlich und westlich der Allegheny Mountains zu verbinden, und so wurde Anfang der 1830er-Jahre mit dem Bau der Allegheny Portage Railroad begonnen. Sie verband ab 1834 das System des Pennsylvania Canal zwischen Johnstown im Westen und Hollidaysburg im Osten auf einer Länge von 58 km. Die Überquerung des Gebirges wurde durch jeweils fünf Rollbrücken auf jeder Seite realisiert, mit denen die Leichter auf Schienen Höhenunterschiede von insgesamt mehr als 300 Meter überwinden konnten. Die Allegheny Portage Railroad führte im Conemaugh Township entlang des Little Conemaugh Rivers, wo circa 6 km östlich von Johnstown entfernt mit dem Staple Bend Tunnel der erste Eisenbahntunnel der Vereinigten Staaten entstand.
Im Dezember 1962 wurden Teile der zwischen 1834 und 1854 betriebenen Anlage als Allegheny Portage Railroad National Historic Site als National Historic Landmark eingestuft und im Oktober 1966 als Historic District in das National Register of Historic Places (NRHP) eingetragen. Am 19. April 1994 wurde der 275 m lange Staple Bend Tunnel zusätzlich als National Historic Landmark anerkannt und als Struktur im NRHP verzeichnet.